# Шоре-ле-Бон
Шоре́-ле-Бон (фр. Chorey-les-Beaune) — коммуна во Франции, находится в регионе Бургундия. Департамент коммуны — Кот-д’Ор. Входит в состав кантона Бон-Юг. Округ коммуны — Бон.
Код INSEE коммуны — 21173.

## Население
Население коммуны на 2010 год составляло 565 человек.
| 1962 | 1968 | 1975 | 1982 | 1990 | 1999 | 2010 |
| ---- | ---- | ---- | ---- | ---- | ---- | ---- |
| 372  | 422  | 484  | 503  | 508  | 516  | 565  |

## Экономика
В 2010 году среди 336 человек трудоспособного возраста (15—64 лет) 264 были экономически активными, 72 — неактивными (показатель активности — 78,6 %, в 1999 году было 68,7 %). Из 264 активных жителей работали 251 человек (138 мужчин и 113 женщин), безработных было 13 (6 мужчин и 7 женщин). Среди 72 неактивных 33 человека были учениками или студентами, 25 — пенсионерами, 14 были неактивными по другим причинам.